# جواكيم مارتينز
جواكيم مارتينز (بالبرتغالية: Joaquim Pedro de Oliveira Martins‏) (و. 1845 – 1894 م) هو مؤرخ، وكاتب، وعالم اجتماع برتغالي، ولد في لشبونة، توفي في لشبونة، عن عمر يناهز 49 عاماً.

## روابط خارجية
- جواكيم مارتينز على موقع الموسوعة البريطانية (الإنجليزية)